# Tomás Pérez Revilla
Tomas Pérez Revilla, que recibía los alias de Tomasón  y Hueso (Bilbao, c. 1940 - Burdeos, 28 de julio de 1984), fue un miembro y alto dirigente de ETA. Fue víctima de los GAL. El 15 de junio de 1984 sufrió un atentado en una moto bomba. Murió 43 días después.

## Los tres jóvenes gallegos
En marzo de 1975 se relaciona a Tomasón con la detención, secuestro, tortura y muerte de tres jóvenes gallegos. Se trata de la desaparición de Humberto Fouz, Fernando Quiroga y Jorge García, cuyos cuerpos nunca han aparecido. Tampoco el Austin que conducían. Los jóvenes, que vivían en Irún, pasaron unas horas a Francia para ver el cine prohibido en España. A su regreso, pararon en una discoteca cerca de la frontera. Nunca más se supo de ellos, pero policía infiltrada pudo escuchar cómo Tomasón posteriormente hizo burla de cómo gritaban sus víctimas mientras les arrancaban los ojos con un destornillador.
En 1976, Tomasón, su esposa Felisa Zubiñaga y un hijo de ambos resultaron heridos en un atentado cometido en Bayona por el Batallón Vasco Español (BVE). Los agresores utilizaron dos metralletas Ingram M-10, facilitadas, al parecer, por los servicios de información españoles.

## Investigación de la policía francesa
Según la investigación llevada a cabo por el comisario francés Roger Boslé, el 22 de mayo de 1984 hubo un encuentro entre el colaborador policial Jean Philippe Labade y el policía español José Amedo en la localidad de Ibardin, a unos 20 km de
Hendaya. La policía comprobó que la placa del vehículo español correspondía a la Jefatura Superior de Policía de Bilbao.
Pocos días después, el 15 de junio, los GAL reaparecieron de nuevo en el sur de Francia. Sobre las 12.00 horas explosionó en la avenida Carnot de Biarritz una motocicleta al paso de un vehículo. En el interior del automóvil viajaban Tomás Pérez Revilla y Ramón Orbe Etxeberría. El balance fue el siguiente: Revilla murió y Orbe quedó gravemente herido.
24 horas después del atentado, los hombres del comisario Boslé detuvieron a Jean Philippe Labade y a los mercenarios Patrick de Carvalho, Roland Sampietro y Jean Pierre Bounin como autores materiales del atentado. 
Las declaraciones del propio Labade y de su exesposa, Jeannete Cassiede, sirvieron para confirmar que el francés era el enlace entre la cúpula de Interior y los mercenarios que actuaban para los GAL.
Cuando Labade fue detenido en Portugal en 1985 la policía lusa descubrió que el mercenario francés había contratado a cuatro ciudadanos portugueses para llevar a cabo una serie de atentados contra dirigentes etarras. Según la Justicia portuguesa, en esa operación de reclutamiento estuvieron implicados José Amedo y Michel Domínguez, en colaboración con los servicios secretos de aquel país, la DINFO.